# Pseudoeryx
Pour le genre de poissons éteint, voir Pseudoberyx.
Genre
Pseudoeryx est un genre de serpents de la famille des Dipsadidae.

## Répartition
Les espèces de ce genre se rencontrent en Amérique du Sud.

## Liste des espèces
Selon The Reptile Database (29 août 2013) :
- Pseudoeryx plicatilis (Linnaeus, 1758)
- Pseudoeryx relictualis Schargel, Rivas-Fuenmayor, Barros, Péfaur & Navarette, 2007

## Publication originale
- Fitzinger, 1826 : Neue classification der reptilien nach ihren natürlichen verwandtschaften. Nebst einer verwandtschafts-tafel und einem verzeichnisse der reptilien-sammlung des K. K. zoologischen museum's zu Wien, p. 1-67 (texte intégral).